# Neformalno izobraževanje in učenje v delovnem okolju
Neformalno izobraževanje oziroma učenje je pomembna oblika izobraževanja predvsem za odraslo populacijo, saj je osredotočena na učečo se osebo ter na znanja, ki jih lahko oseba pridobi iz izkušenj . Neformalno izobraževanje zajema različne oblike, in sicer seminarji, tečaji, predavanja, delavnice, organizirano samostojno učenje in druge vrste učenja . Programi neformalnega izobraževanja so pogosto usmerjeni v pridobitev specifičnega znanja . Ena izmed pomembnejših značilnosti neformalnega izobraževanja je njegova variabilnost, saj je zelo raznoliko in se prilagaja zmožnostim posameznikov in družbe . 
Neformalno učenje je pogosto podcenjeno, saj se ga ne dojema kot »resnično« učenje, njegovi dosežki pa na trgu dela nimajo vrednosti .
Za razumevanje konceptov je potrebno razlikovati med učenjem in izobraževanjem, ki sta sicer sorodni dejavnosti, a se v nekaterih značilnostih razlikujeta.  Izobraževanje in učenje se med seboj razlikujeta v tem, da izobraževanje predstavlja načrtovano in organizirano dejavnost, učenje pa predstavlja proces .

## Razlika med formalnim in neformalnim izobraževanjem
Glede na memorandum EU o vseživljenjskem učenju   ločimo tri oblike učenja, in sicer formalno učenje, neformalno učenje in informalno učenje. 
Formalno izobraževanje običajno poteka v izobraževalnih ustanovah (šole, univerze…), je organizirano, strukturirano, ima v naprej določen urnik, učne cilje in metode dela, ob zaključku pa posameznik pridobi formalno izobrazbo . Neformalno izobraževanje lahko poteka kjerkoli, urnik in metode dela so zasnovane različno, glede na vsebino, potrebe udeležencev in ciljno skupino, ob zaključku pa udeleženec ne prejme javne listine, lahko pa se izda interno potrdilo o sodelovanju ali udeležbi.
Formalno učenje ima tri osnovne značilnosti, in sicer specifični kurikulum, učitelja, ki je zadolžen za izvedbo kurikuluma oziroma poučevanje ter sistem ocenjevanja, s katerim ocenjujemo dosežek učenca. Neformalne oblike izobraževanja pa so v večji meri fleksibilne in učeči osebi nudijo več svobode, v primerjavi s formalnimi oblikami . Formalno izobraževanje, katerega nosilec je šolski sistem, ki je samostojen sistem, se ne povezuje s sistemi religije, dela in sorodstva, medtem ko se neformalno izobraževanje vpeto v različne družbene prakse in spodbuja medgeneracijski ter interdisciplinarni pristop .
Kot posebno vrsto učenja pa lahko opredelimo informalno učenje. Informalno oziroma priložnostno učenje predstavlja obliko učenja, ki poteka vsak dan, je del razvoja človeka in ni nujno namerno, kar je razlog, da ga pogosto ne prepoznamo kot obliko učenja 

## Tipologija neformalnega učenja
Neformalno učenje lahko ločimo glede na čas, na katerega je osredotočeno ter glede na tri stopnje namere učenja .
| Čas osredotočenosti | Implicitno učenje                                             | Reaktivno učenje                                                                          | Posvetovalno učenje                                                                       |
| ------------------- | ------------------------------------------------------------- | ----------------------------------------------------------------------------------------- | ----------------------------------------------------------------------------------------- |
| Pretekle epizode    | Implicitno povezovanje preteklih spominov s sedanjo izkušnjo. | Kratki, spontani razmisleki o preteklih dogodkih, izkušnjah, zapletih, epizodah.          | Razprava in pregled preteklih dejanj, komunikacij, dogodkov in izkušenj.                  |
| Trenutne izkušnje   | Izbrane sedanje izkušnje vstopajo v epizodni spomin.          | Postavljanje vprašanj, opazovanje in dejanja ob ugotovitvi dejstev, idej mnenj in vtisov. | Postavljanje vprašanj, opazovanje in dejanja ob ugotovitvi dejstev, idej mnenj in vtisov. |
| Prihodnje vedenje   | Nezavedna pričakovanja.                                       | Prepoznavanje priložnosti za učenje v prihodnosti.                                        | Načrtovanje možnosti za učenje, priprava na dogodke v prihodnosti.                        |

## Neformalno izobraževanje in učenje v delovnem kontekstu
Izobraževanje in učenje imata v delovnem okolju osrednjo vlogo v razvoju tako posameznikov kot družbe v celoti . Razvoj zaposlenih vključuje naslednje dejavnosti:
- učenje (sprememba v vedenju, ki se pojavi kot posledica izkušenj in prakse),
- izobraževanje (pridobivanje znanja, razvijanje vrednot),
- razvoj (posameznikovo uresničevanje in izboljševanje sposobnosti ter zmožnosti na podlagi učenja in izkušenj),
- usposabljanje (sistematična in načrtovana sprememba vedenja, do katere pride na podlagi spremljanja učnih primerov).

Raziskovalci so prav tako ugotovili, da na neformalno izobraževanje vplivajo individualne razlike med posamezniki, z neformalnim izobraževanjem se je pomembno povezovala zlasti prijetnost. 
Neformalno učenje je najbolj razširjen način pridobivanja spretnosti in znanj na delovnem mestu, prav tako pa se v neformalnem učenju znanje prenaša ter pridobiva pogosteje in učinkoviteje kot pri formalnih oblikah učenja. Neformalno učenje se lahko vrši kjerkoli v delovni organizaciji oziroma na delovnem mestu, če so zaposleni za učenje motivirani ter če imajo možnosti za to iz strani organizacije oziroma zaposlovalca .

### Vrste učenja na delovnem mestu
Učenje na delovnem mestu se razlikuje glede na dimenzijo načrtovanja učenja (namerno oziroma načrtovano učenje nasproti nenamernemu in nenačrtovanemu učenju) in glede na vrste učenja (učenje tega, kar je v delovnem okolju že poznano, učenje tega kar je v delovnem okolju novo ter razvoj obstoječih sposobnosti) . Poznavanje tega nam je lahko v pomoč pri razumevanju različnosti in kompleksnosti učenja na delovnem mestu. Del učenja na delovnem mestu je načrtovan, a večina učenja na delovnem mestu je nenačrtovana, sicer pa je včasih težko natančno določiti ali je učenje na delovnem mestu namerno ali nenamerno. Za učenje na delovnem mestu pa je značilno tudi to, da so posamezniki bolj usmerjeni na dokončanje delovne naloge, kot pa na samo učenje.

### Model neformalnega in naključnega učenja
Model je opredeljen kot pristop k reševanju problemov, in sicer avtorici   navajata, da posamezniki ocenijo kaj je problematično oziroma predstavlja izziv v okviru izkušnje. Model sestavljata dva kroga, in sicer notranji, ki predstavlja prepričanje, da je učenje rezultat vsakodnevnih odkritij na katere naletimo med svojim delom in življenjem. Zunanji krog pa predstavlja kontekst znotraj katerega pridobivamo izkušnje in ima ključno vlogo pri interpretaciji situacij, dejanj, učenja in izbir, na katere vplivajo. Model je sicer zastavljen v obliki kroga, a posamezni koraki niso linearni, prav tako pa si nujno ne sledijo v navedenem zaporedju. Učenje se prične s sprožilcem (sprožilec je lahko notranji ali zunanji dražljaj, ki v posamezniku sproži nezadovoljstvo). Temu sledi interpretacija oziroma razlaga te izkušnje, kar posameznika privede do raziskovanja alternativnih možnosti. Če rešitev zahteva novo znanje, ga mora posameznik pridobiti, da bo rešitev (dejanje) lahko izvedel. Po izvedbi rešitve posameznik oceni posledice (oceni ali mu je uspelo doseči kar si je zastavil). Evalvacija rešitev posamezniku omogoči, da oblikuje pridobljeno znanje in izkušnje ter ga v prihodnosti ponovno uporabi. Te ugotovitve predstavljajo novo razumevanje, ki bo osebo spremljalo v novih situacijah.

### Vpliv nacionalne kulture na neformalno učenje v delovnem okolju
Pripadniki kolektivističnih kultur v primerjavi s pripadniki individualističnih kultur preferirajo skupinske aktivnosti pred individualnimi . Pripadniki maskulinih kultur so običajno bolj ciljno usmerjeni in bolj poudarjajo učne dosežke, med tem ko je pripadnikom femininih kultur pomembnejše socialno odobravanje v okviru učenja, učnih skupin ali organizacij . V kulturah z nižjo stopnjo izogibanja negotovosti je sprejemljivo oziroma zahtevano več avtonomije, medtem ko so v kulturah z višjo stopnjo izogibanja negotovosti potrebne bolj specifične in jasne smernice za učne aktivnosti . V dolgotrajno orientiranih kulturah s cilji in motivacija za učenje usmerjeni v uspeh za prihodnost in spremembe, v kulturah, ki pa so orientirane kratkotrajno motivacija izhaja iz trenutnih problemov ali iz neposredne delovne uspešnosti . Raziskovalki opozarjata, da je kljub potrjenim kulturnim razlikam še prezgodaj, da bi zaključevali kateri način neformalnega učenja je za pripadnike posameznih nacionalnih kultur najboljši .